# Apalochrus femoralis
Apalochrus femoralis är en skalbaggsart som beskrevs av Wilhelm Ferdinand Erichson 1840. Apalochrus femoralis ingår i släktet Apalochrus, och familjen Malachiidae. Enligt den finländska rödlistan är arten nära hotad i Finland. Artens livsmiljö är sandstränder vid Östersjön.